# Bulwar Xawerego Dunikowskiego we Wrocławiu

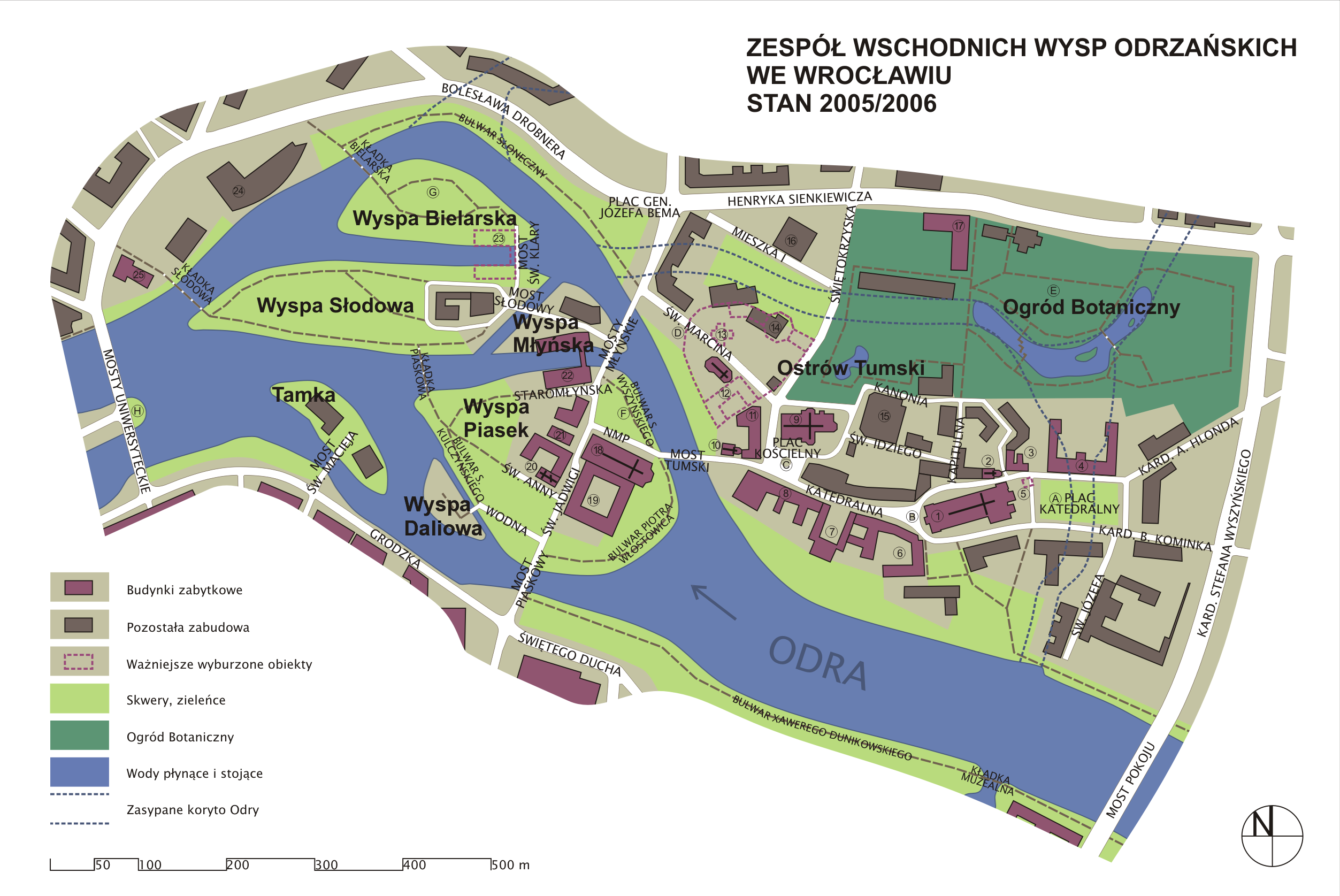
Śródmiejski Węzeł Wodny górny

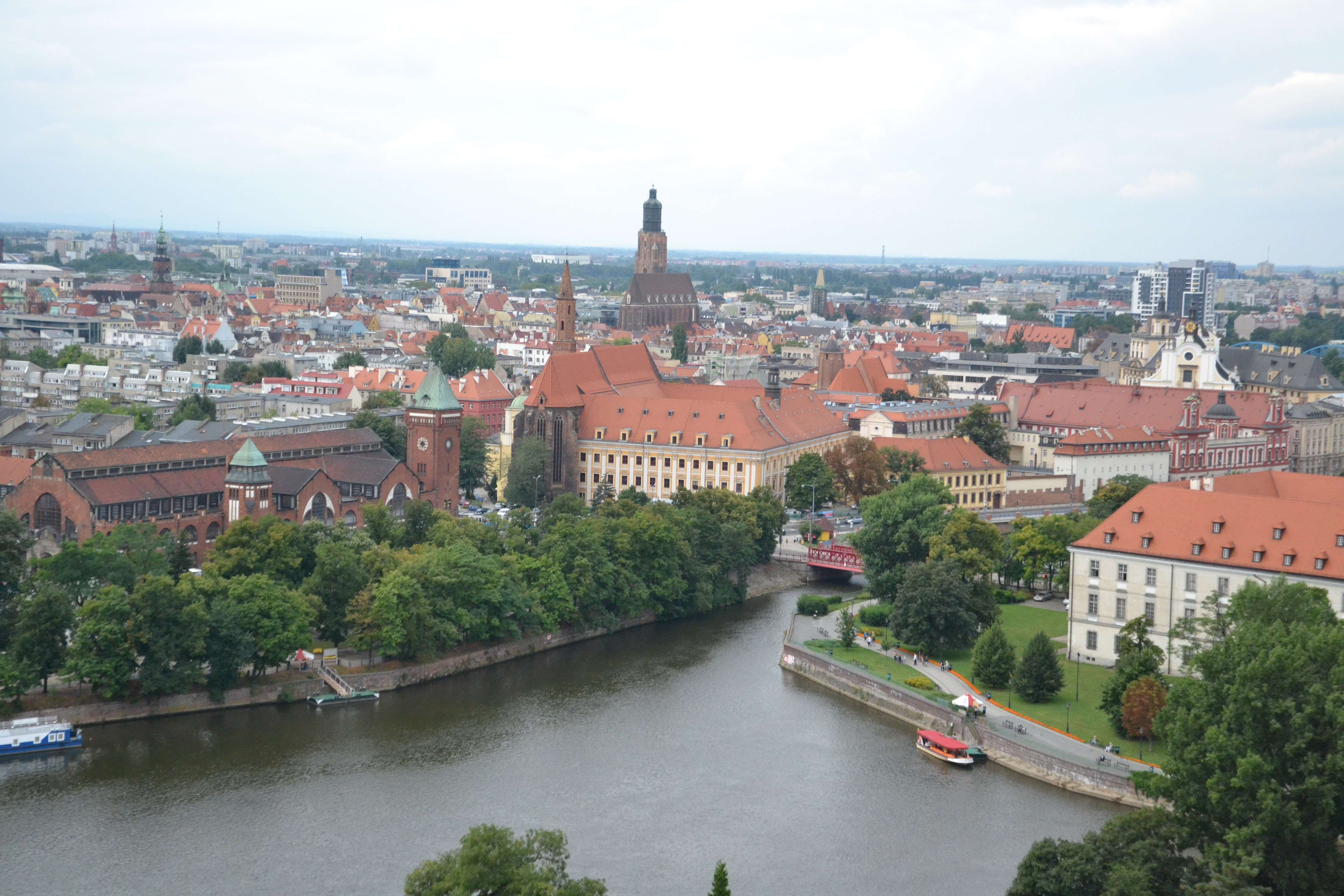
bulwar Dunikowskiego (po lewej) i bulwar Piotra Włostowica (po prawej)

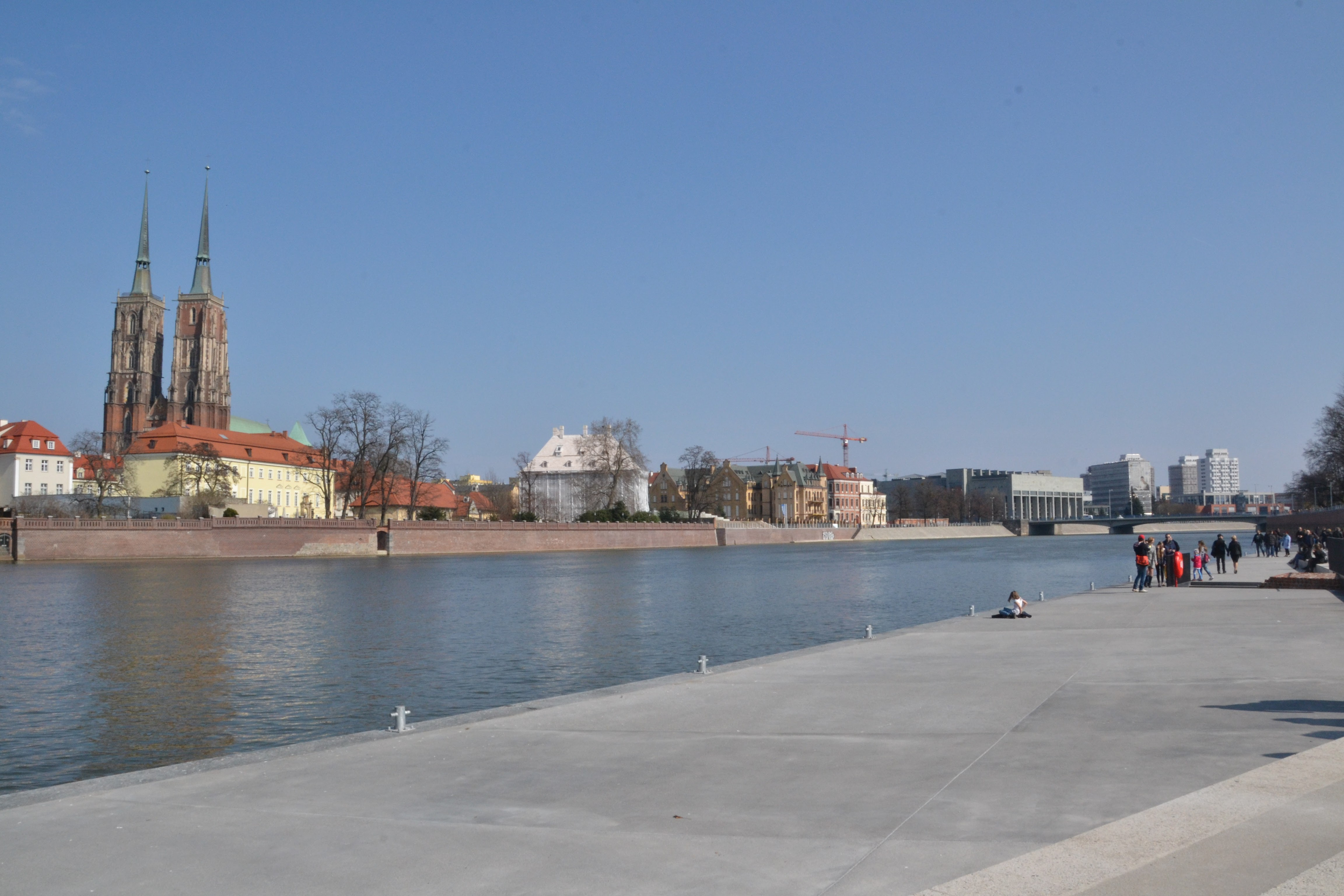
bulwar po remoncie, w tle katedra, biblioteka archidiecezjalna, Most Pokoju, Kampus Grunwaldzki i sedesowce

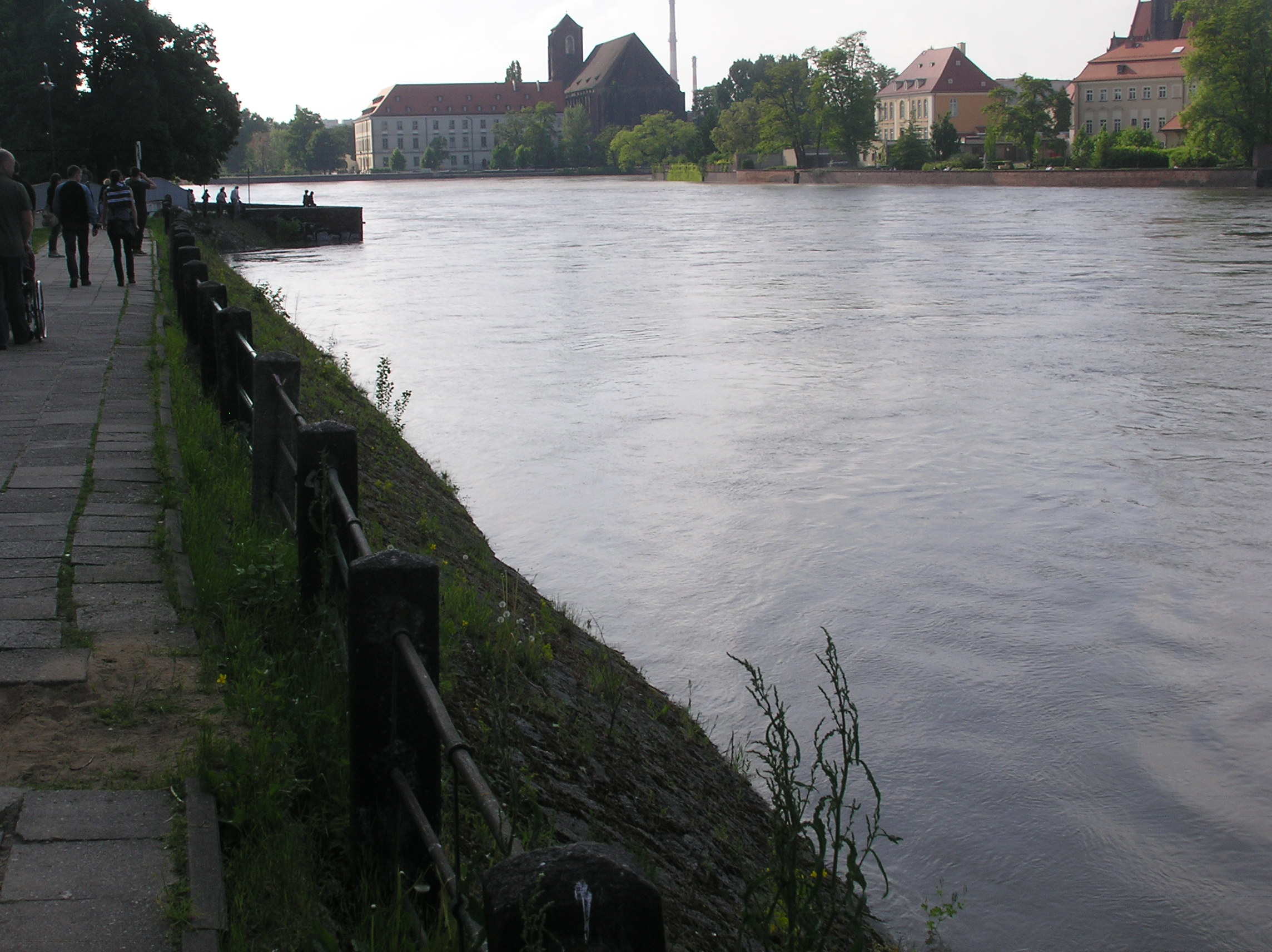
widok z bulwaru w kierunku Wyspy Piasek i Ostrowa Tumskiego

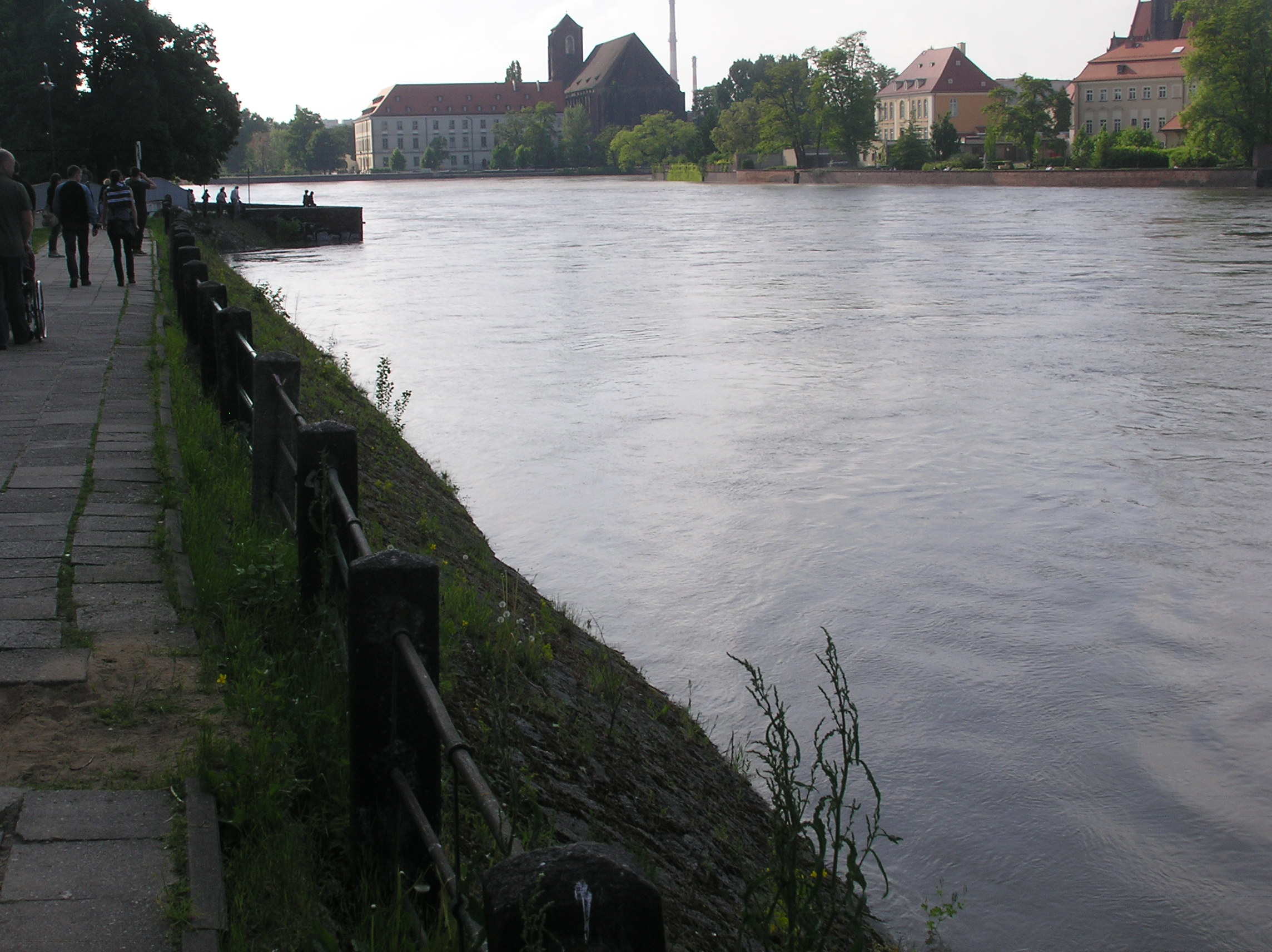
widok z bulwaru w kierunku Wyspy Piasek i Ostrowa Tumskiego

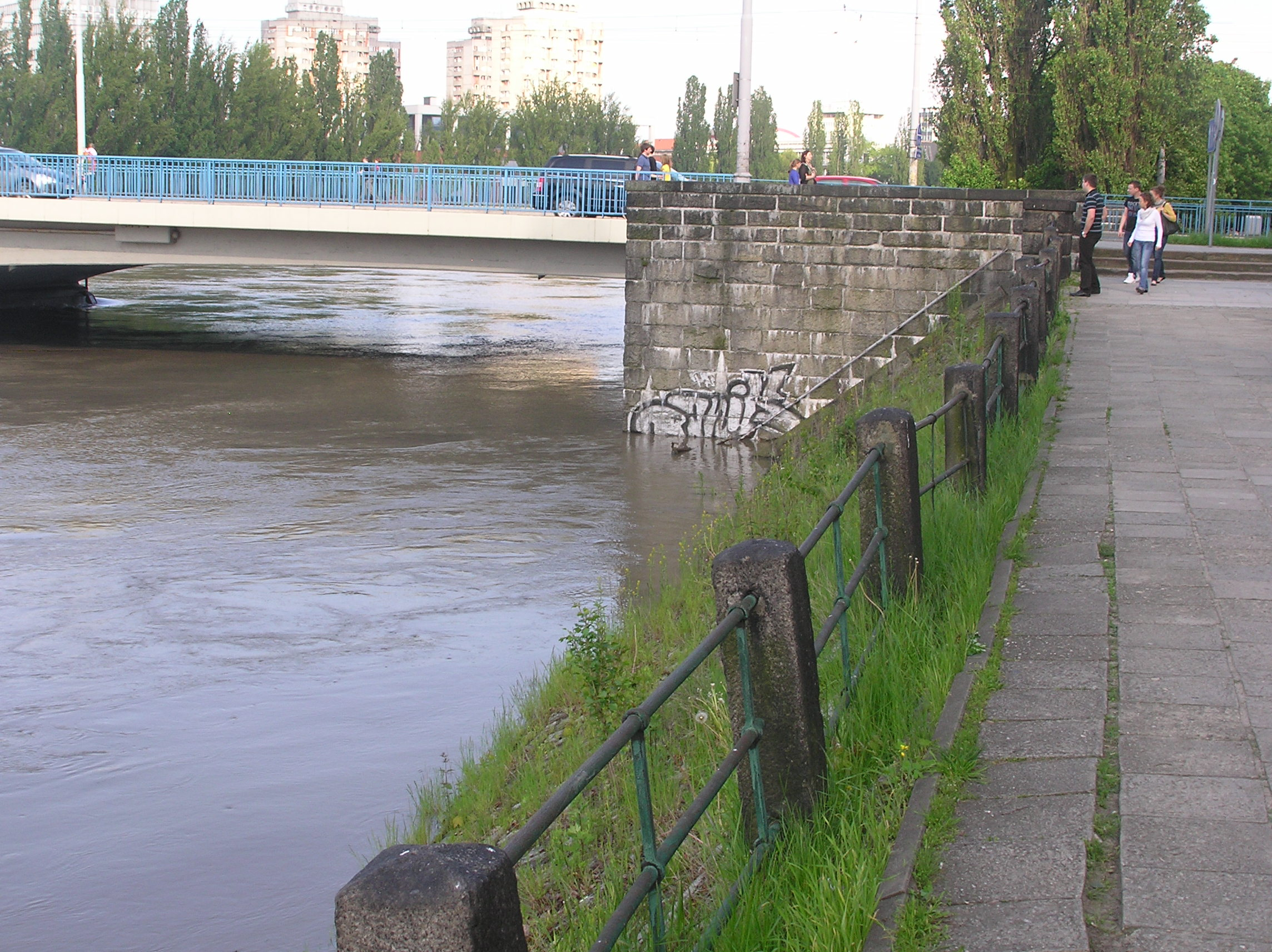
bulwar i Most Pokoju, wielka woda, maj 2010 r.

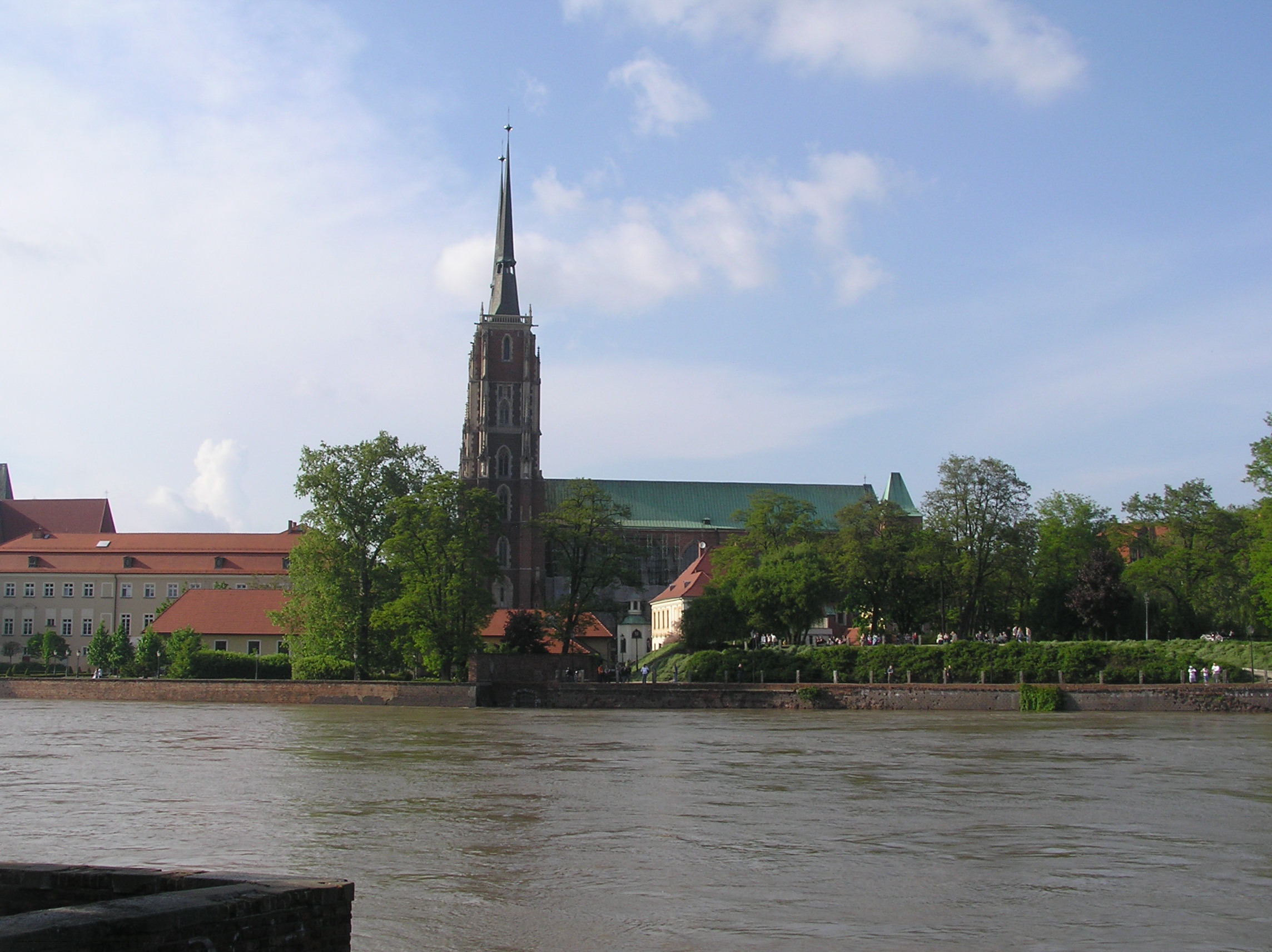
widok na Ostrów Tumski z bulwaru

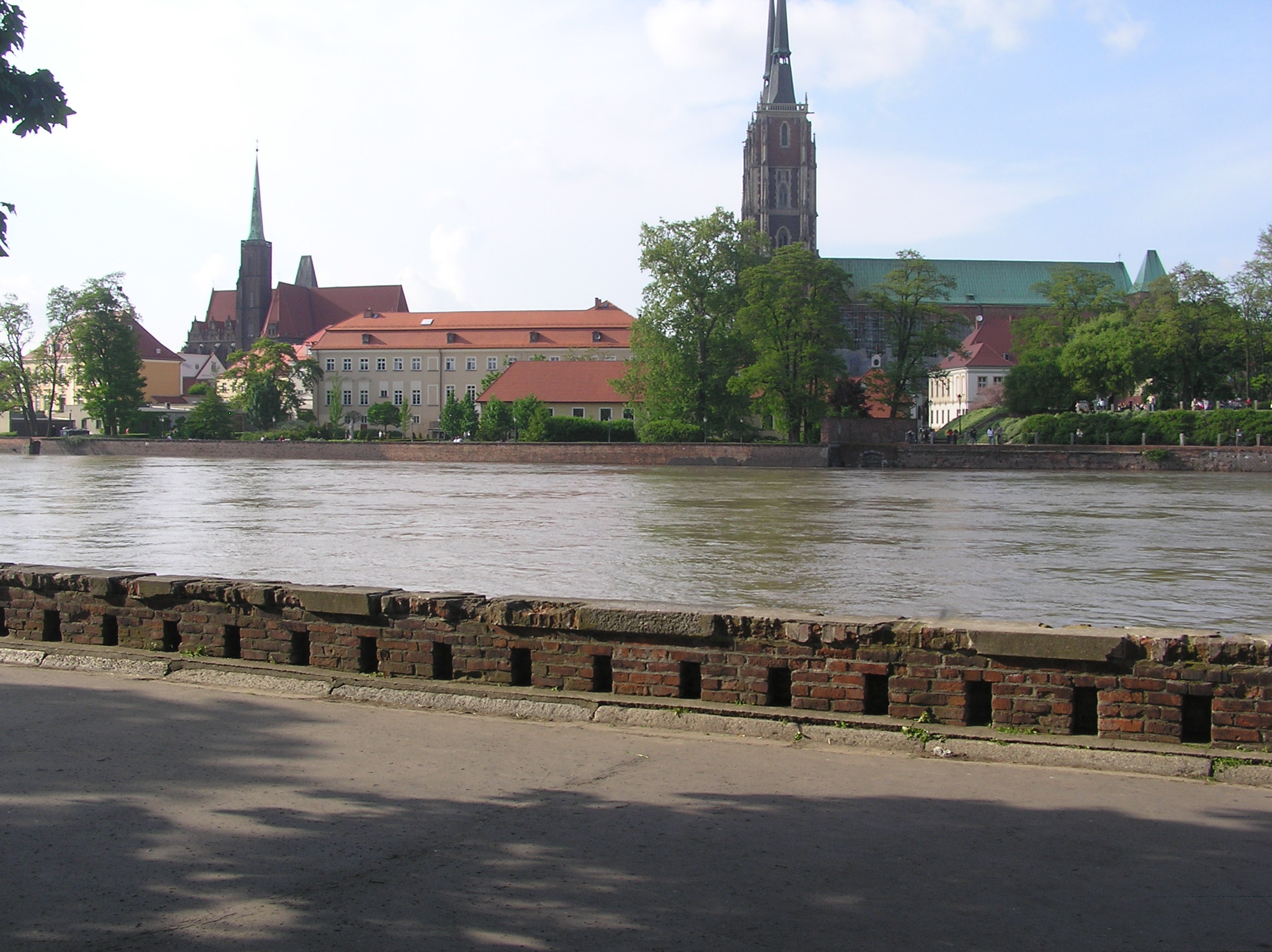
balustrada w formie niskiego muru

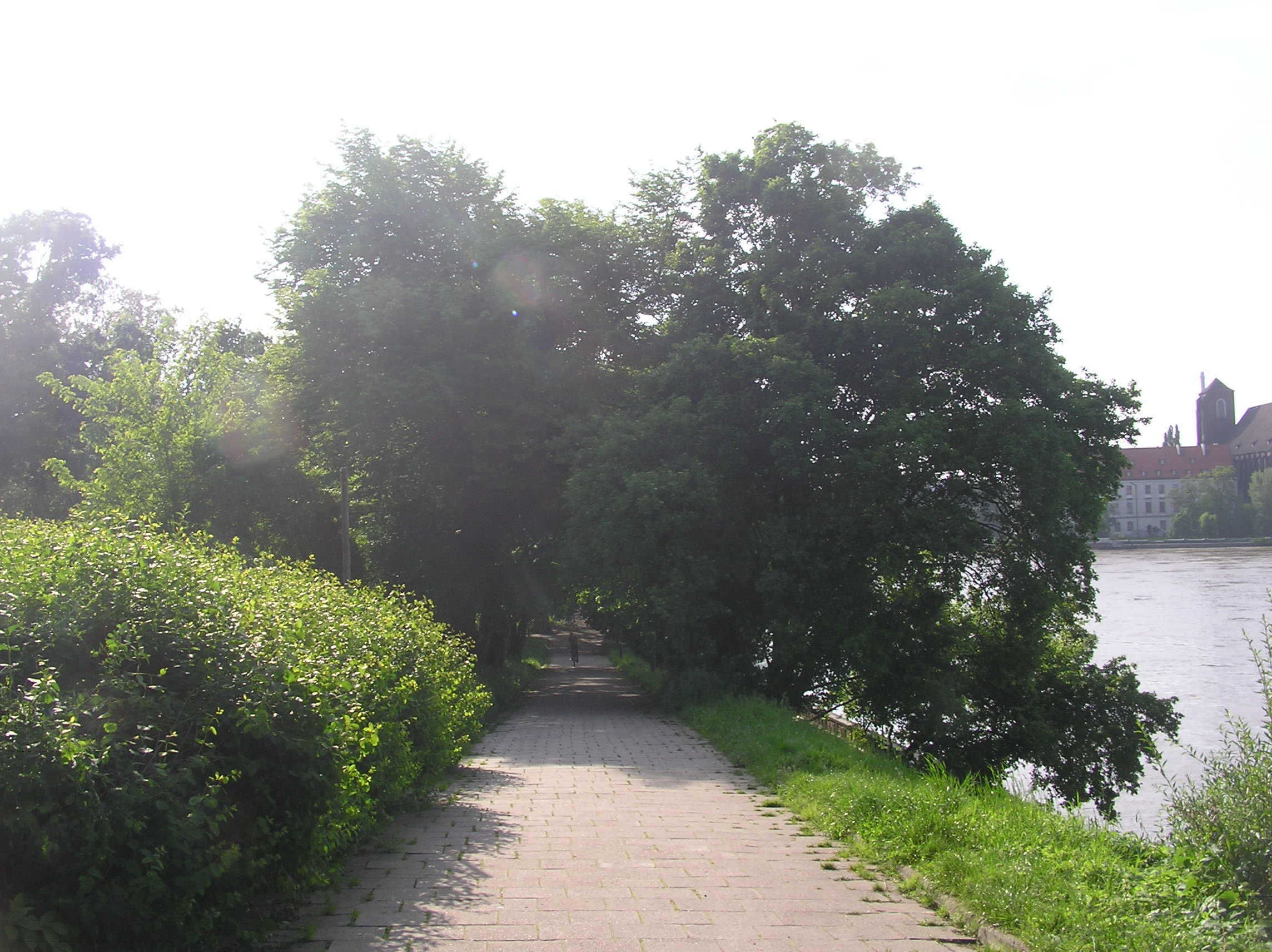
zejście ze wzgórza w kierunku Mostu Piaskowego

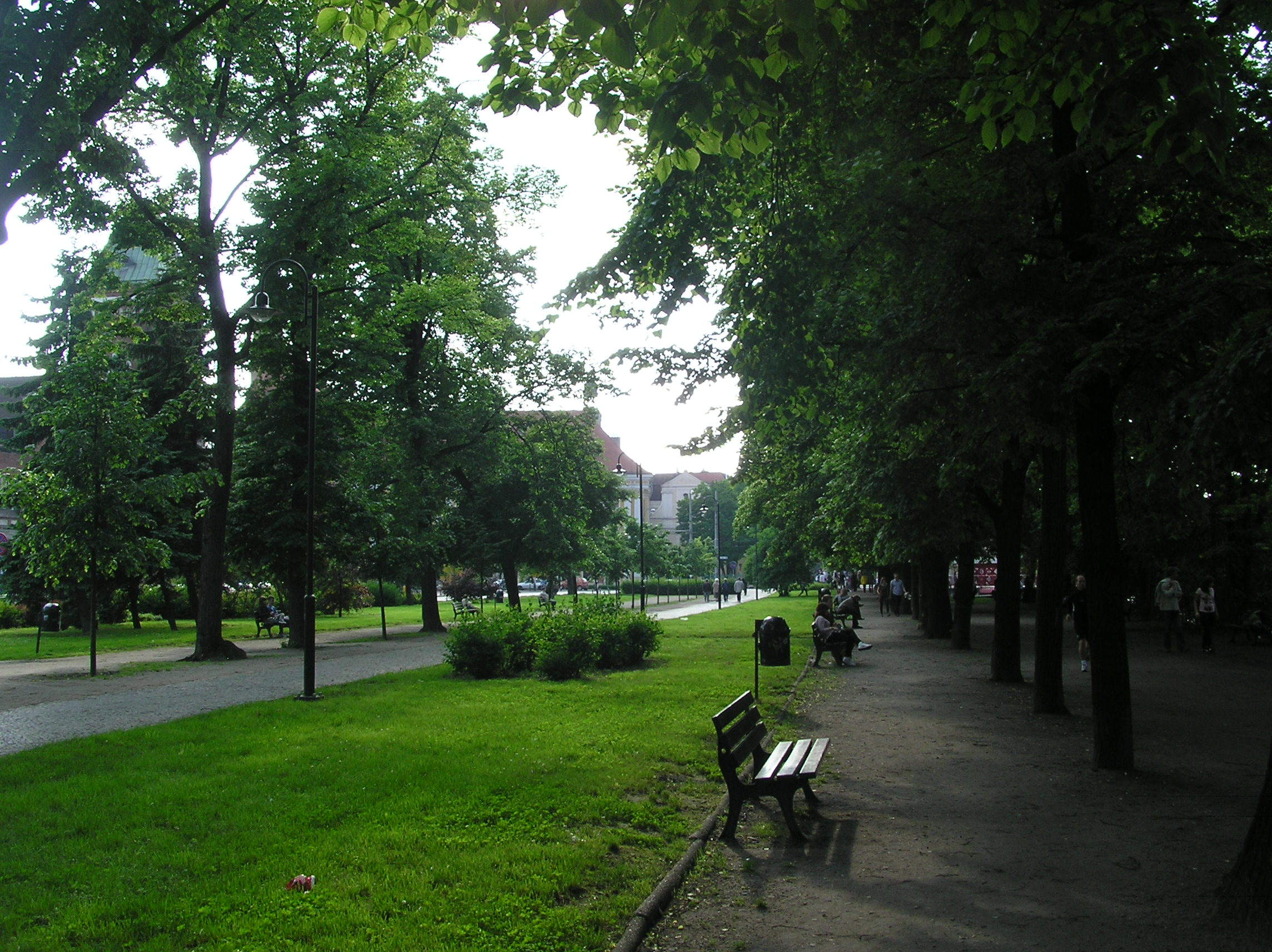
bulwar w kierunku Hali Targowej

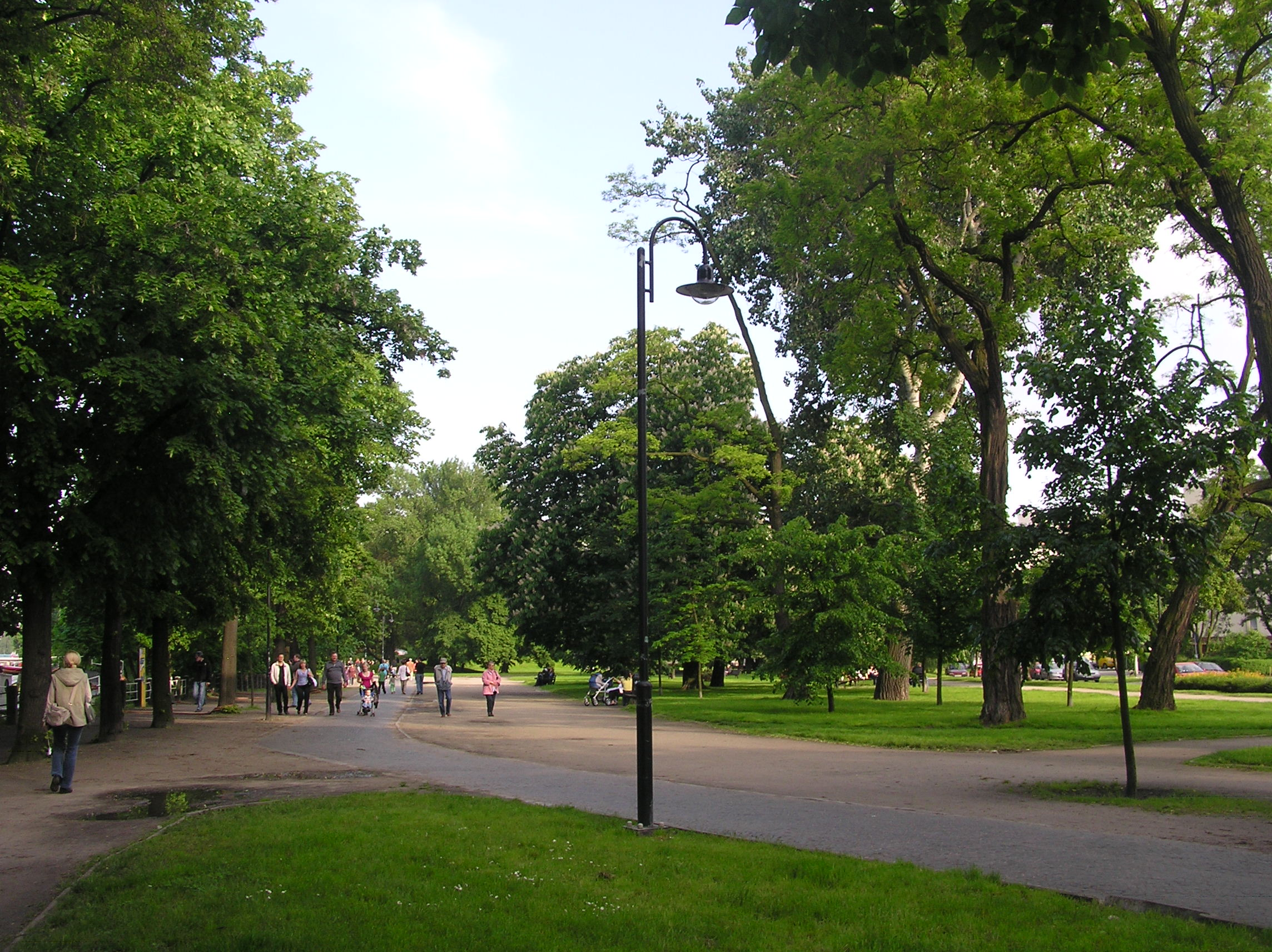
bulwar w kierunku Wzgórza Polskiego

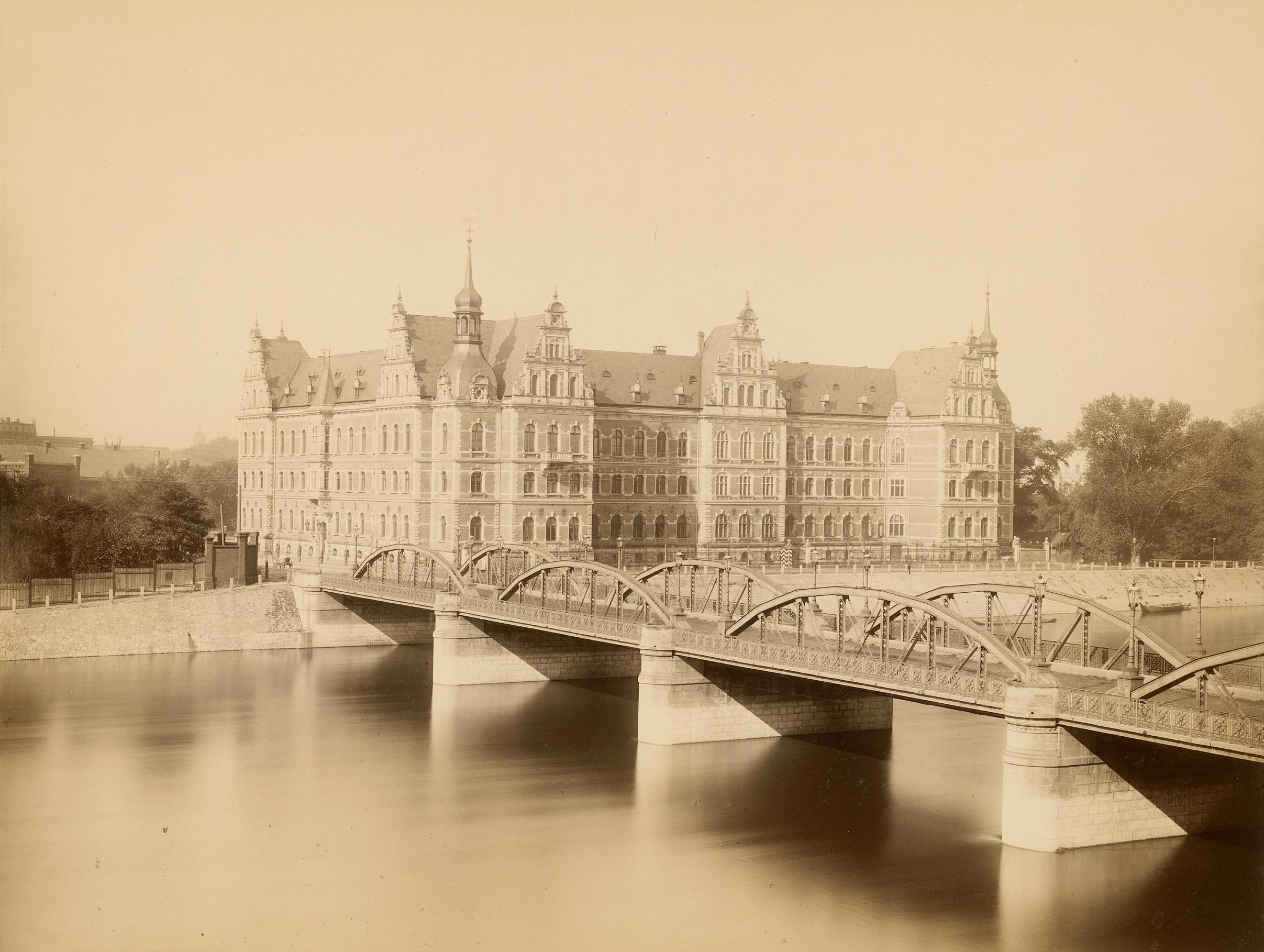
spojrzenie z przeszłości (1887 r.) na obecne Muzeum Narodowe we Wrocławiu

Bulwar Xawerego Dunikowskiego we Wrocławiu, to bulwar położony na południowym brzegu rzeki Odry, jej śródmiejskiego ramienia, na odcinku od Mostu Piaskowego do Mostu Pokoju. Położony jest w rejonie tzw. Wrocławskiego Nowego Miasta. Znacząca część tego bulwaru stanowi równocześnie odcinek Promenady Staromiejskiej. Jest to bulwar spacerowo–widokowy. Jednym z podstawowych jego walorów, wraz ze Wzgórzem Polskim, jest widok na panoramę najstarszej części miasta – Ostrowa Tumskiego. Przy nabrzeżu bulwaru pomiędzy Zatoką Gondoli a Mostem Pisakowym, w XIX wieku i początkach XX wieku, funkcjonował port parowców (Dampferabfahrtsstelle), na potrzeby obsługi ruchu: zarówno pasażerskiego, jak i transportu towarowego.
Nazwa: Bulwar Xawerego Dunikowskiego; została nadana temu bulwarowi w dniu 15 lutego 1965 r.. Upamiętnia ona postać Xawerego Dunikowskiego (ur. 1875 r., zm. 1964 r.), polskiego rzeźbiarza, malarza i pedagoga, związanego między innymi z Wrocławiem – w 1959 r. nadano mu tytuł profesora a następnie został kierownikiem katedry rzeźby w Państwowej Szkole Sztuk Plastycznych we Wrocławiu.
Całe nabrzeże bulwaru jest umocnione. Są to skarpy umocnione brukiem kamiennym oraz ściany murowane z cegły – mury oporowe. Długość bulwaru wynosi około 800 m: Most Pokoju położony jest w 250,8 km biegu Odry, natomiast Most Piaskowy w 251,6 km biegu Odry.
16 kwietnia 2016 bulwar został otwarty po trwającym około rok gruntownym remoncie.
| obiekt                                                          | opis         | fotografia |
| --------------------------------------------------------------- | ------------ | ---------- |
| Most Pokoju                                                     | most         |            |
| pl. Powstańców Warszawy                                         | plac         |            |
| Muzeum Narodowe ( rej. zab. nr 325/Wm z 24 lipca 1976 r.)       | budynek      |            |
| Kładka Muzealna                                                 | most         |            |
| Zatoka Gondoli                                                  | port         |            |
| Bastion Ceglarski ( rej. zab. nr 210 z 30 grudnia 1970 r.)      | fortyfikacje |            |
| Wzgórze Polskie                                                 | wzniesienie  |            |
| szalet                                                          | budynek      |            |
| Ulica Eugeniusza Geta-Stankiewicza (wcześniej ulica Garncarska) | ulica        |            |
| Plac Polski                                                     | plac         |            |
| Pomnik Xawerego Dunikowskiego                                   | pomnik       |            |
| Pomnik Ofiar UPA                                                | pomnik       |            |
| kamień: zalanym artystom                                        | pomnik       |            |
| Przystań przy Hali Targowej                                     | port         |            |
| Odra Południowa – Odra Północna                                 | bifurkacja   |            |
| Ulica Andrzeja Frycza Modrzewskiego                             | ulica        |            |
| Ulica Wincentego Kraińskiego                                    | ulica        |            |
| Ulica Ducha Świętego                                            | ulica        |            |
| Hala Targowa ( rej. zab. nr 401/Wm z 13 kwietnia 1979 r.)       | budynek      |            |
| Ulica Piaskowa                                                  | ulica        |            |
| Most Piaskowy ( rej. zab. nr 330/Wm z 15 października 1976 r.)  | most         |            |